# National Youth Administration
La National Youth Administration (« Agence Nationale pour la Jeunesse ») ou NYA était une agence gouvernementale américaine créée dans le cadre du New Deal de Franklin Delano Roosevelt. Elle a fonctionné entre 1935 et 1943 en faisant partie de la Works Progress Administration. La NYA était présidée par, une proche de Harry Hopkins et Eleanor Roosevelt. La division texane de l'agence fut en outre dirigée par Lyndon Johnson durant quelque temps. 
En 1938, l'agence employait 327 000 étudiants de high schools ou de colleges qui étaient payés entre 6 et 40$ pour réaliser des projets de travaux d'études (work studies). Quelques autres 155 000 garçons et filles étaient payés entre 10 et 25 US$ par mois pour effectuer des travaux à temps partiel qui incluaient des stages. Contrairement au Civilian Conservation Corps, l'agence employait aussi des femmes. Les jeunes vivaient de manière normale chez eux, et réalisaient des travaux de construction ou de réparation. Le budget de l'organisme était de quelque 58 millions de dollars. De nombreux enfants déscolarisés profitaient également de la NYA.

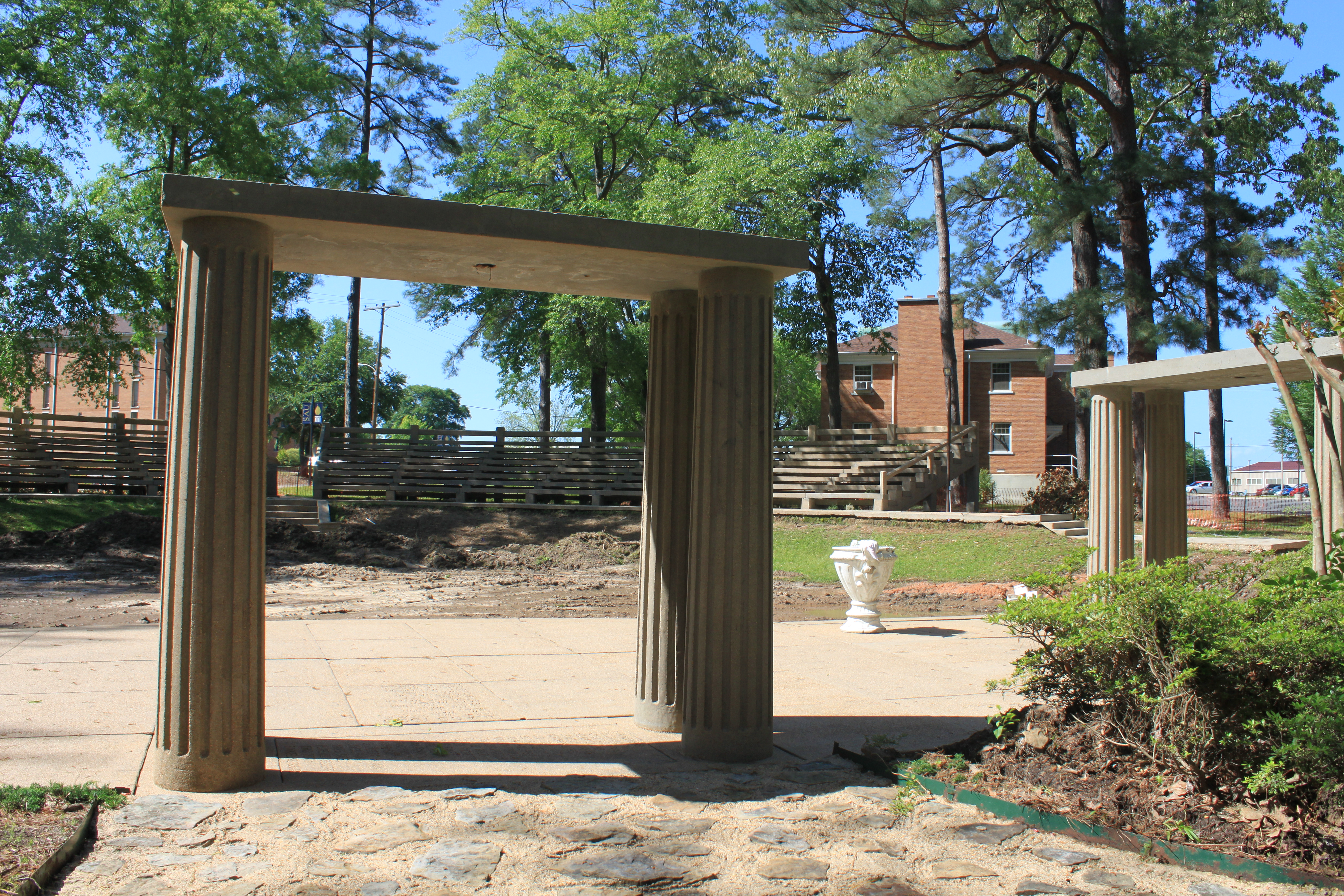
Amphithéâtre grec construit à Magnolia (Arkansas) en 1938 par la NYA.